# Пенелопа
Пенелопа (грч. Πηνελόπη, лат. Penelopa) је жена Одисеја, краља Итаке.

## Митологија
Пенелопа је била кћерка Икарија, брата краља Тиндареја из Спарте. Мајка јој је била Перибоеја. Пенелопа је била близак род Јелени и Клитемнестри, које су биле кћерке Тиндарејеве.
Тиндареј није заборавио мудар Одисејев савет, када се његова кћерка Јелена удавала (види: Јелена) и зато је помогао Одисеју да добије руку своје нећаке Пенелопе. Наговорио је брата да организује трку између просаца. Одисеј је био познат по хитрости и победио је у трци. Оженио је Пенелопу и неко време су остали у Спарти, пре него што је Одисеј одлучио да се врати у своје краљевство, на Итаку.
Икарије се противио одласку своје кћери јер ју је много волео. Пенелопа је била пред тешком одлуком: да остане с оцем или да оде с мужем. Прекривши лице велом, одлучила је да оде с Одисејем.
Пенелопа је Одисеју родила сина Телемаха, који је још био дете када је Одисеј отишао у Тројански рат. Одисеј је невољно кренуо у рат, јер је знао за пророчанство да се неће вратити кући следећих двадесет година.
За разлику од својих рођака Јелене, Клитемнестре и Тимандре, Пенелопа је била верна своме мужу. Кажу да се Афродита наљутила на Тиндареја јер јој није принео жртве и да га је казнила тако што су све три његове кћери постале прељубнице. За време Одисејевог одсуства, многи просци су се скупили у Одисејев двор желећи Пенелопу за жену. Она их је све одбила, али их није могла отерати из двора. Када се Одисеј вратио побио је све њене просце (види: Одисеј).